# Реле времени

Работа реле с задержкой срабатывания контакта на замыкание. Дуга у контакта указывает, что реле производит задержку на включение — мнемонически изображена в форме купола парашюта, замедляющего движение.

Работа реле с задержкой срабатывания контакта на размыкание.

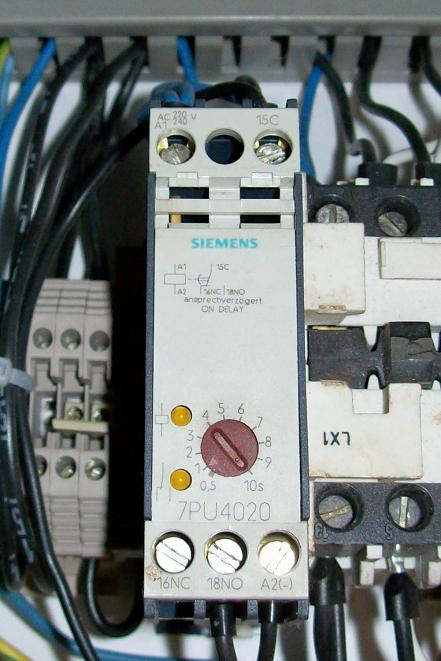
Реле времени

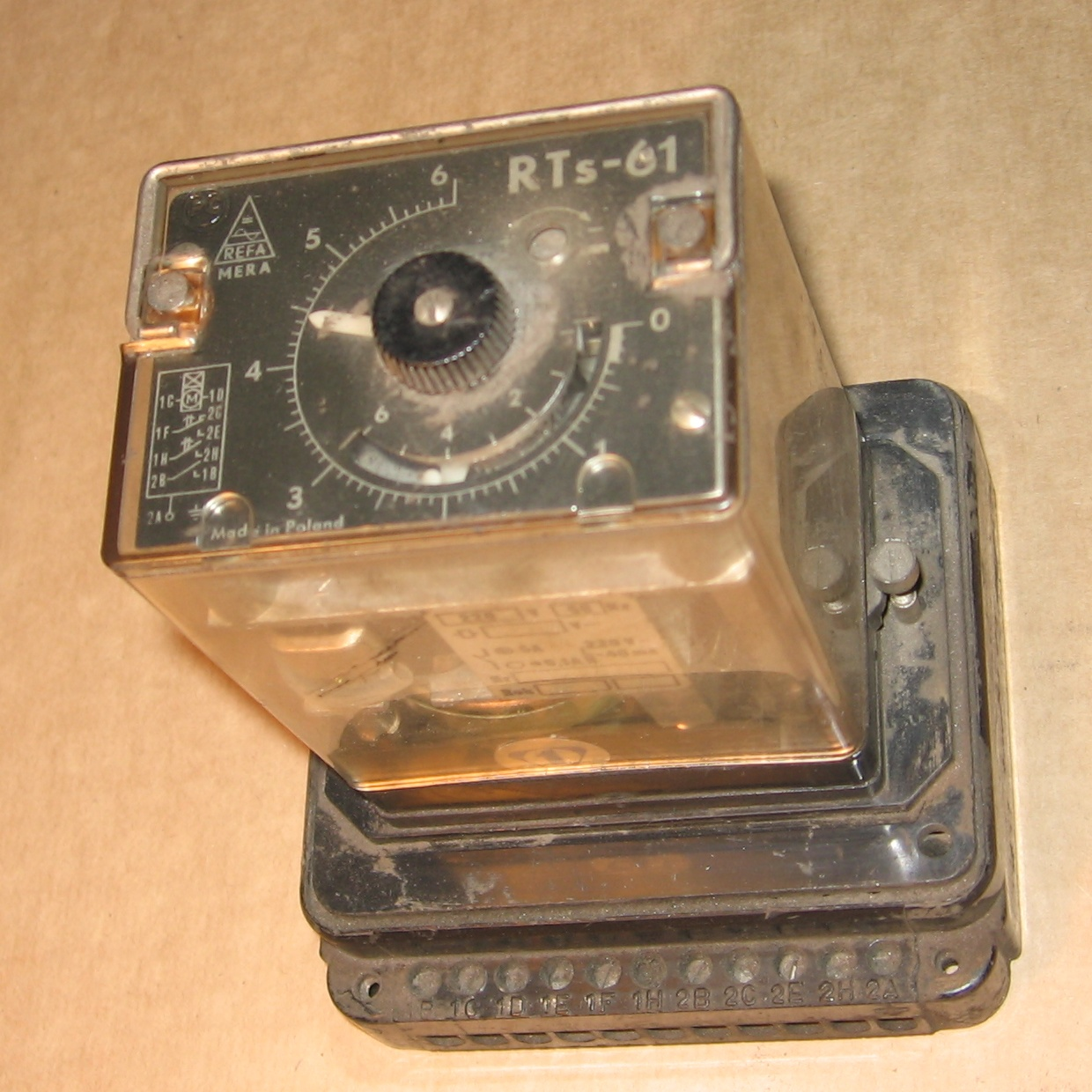
Реле времени с часовым механизмом

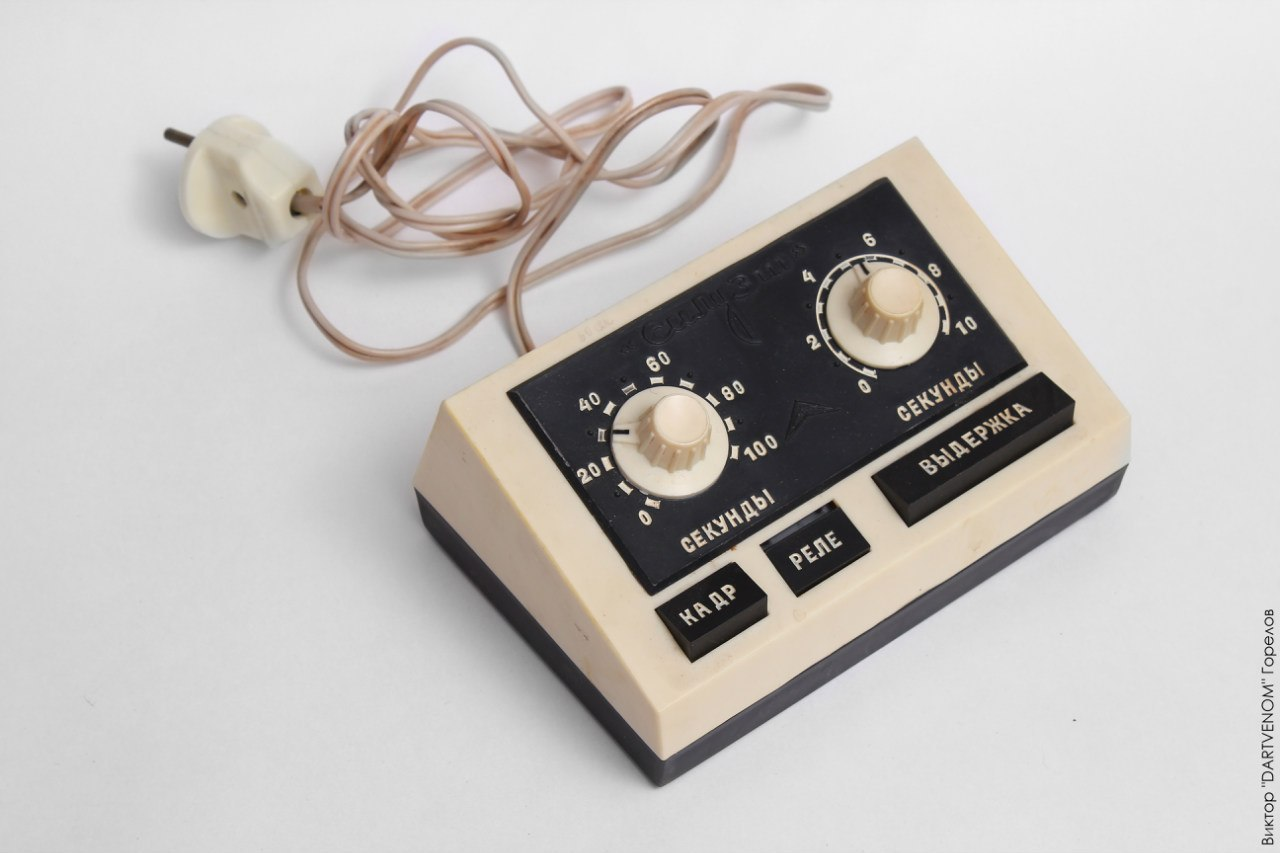
Аналоговое электронное реле времени для включения-выключения лампы фотоувеличителя «Силуэт». СССР, 1980-е гг.

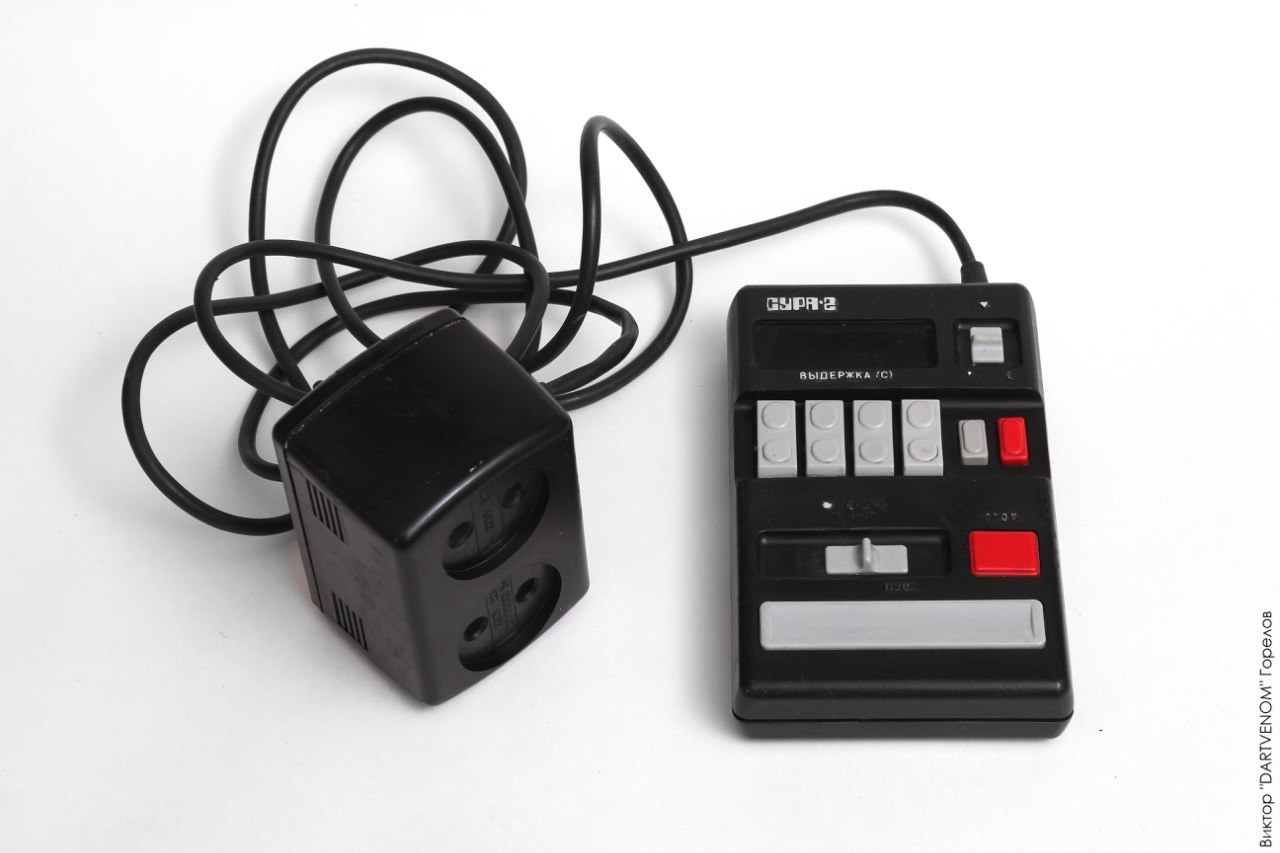
Цифровое электронное реле времени для фотоувеличителя «Сура-2». СССР, 1980-е гг.

Реле́ вре́мени — реле, предназначенное для создания независимой выдержки времени и обеспечения определённой последовательности работы элементов схемы. Реле времени применяется в случаях, когда необходимо автоматически выполнить какое-то действие не сразу после появления управляющего сигнала, а через установленный промежуток времени.

## Функциональные виды
Реле времени по функциональному виду бывают:
- с задержкой на включение;
- с задержкой на выключение;
- с задержками на включение и выключение;
- с импульсным управлением — включение реле на заданное время производится кратковременным управляющим воздействием;
- с импульсным управлением и перезапуском во время выдержки.

## Технические принципы реализации

### С электромагнитным замедлением
Реле времени с электромагнитным замедлением применяются только при постоянном токе. Помимо основной обмотки реле этой серии имеют дополнительную короткозамкнутую обмотку, выполненную из медной гильзы или медного диска. При нарастании основного магнитного потока при подаче тока в обмотку управления оно создаёт ток в короткозамкнутой обмотке, магнитной поле которой по правилу Ленца направлено противоположно управляющему полю, что препятствует быстрому нарастанию управляющего магнитного потока. В итоге результирующий магнитный поток увеличивается медленнее, время перемещения якоря увеличивается, чем обеспечивается выдержка  при включении. При отключении тока в катушке за счёт наведённого тока в короткозамкнутом витке магнитный поток в магнитной системе реле какое-то время сохраняется, удерживая якорь в притянутом состоянии. Таким образом этот тип реле имеет задержки как на включение, так и на выключение.
Этот вид реле времени обеспечивает выдержку времени при срабатывании от 0,07 с до 0,11 с, при отключении от 0,5 с до 1,4 с.

### С пневматическим замедлением
Реле времени с пневматическим замедлением имеет специальное замедляющее устройство — пневматический демпфер. Регулировка выдержки осуществляется изменением сечения отверстия для забора воздуха, как правило, с помощью регулировочного винта.
Этот тип реле времени обеспечивает выдержку времени от 0,4 до 180 с, с точностью срабатывания 10 % от установки.

### С часовым или анкерным механизмом
Реле времени с анкерным или часовым механизмом работает за счёт пружины, которая заводится под действием электромагнита, и контакты реле срабатывают только после того, как анкерный механизм отсчитает время, выставленное на шкале. Разновидность подобных реле используется в мощных (на токи в сотни и тысячи ампер) автоматических выключателях на напряжение 0,4—10 кВ. Составные части такого реле — механизм замедления и токовая обмотка, взводящая его пружину. Скорость хода механизма зависит от затяжки пружины, то есть от тока в обмотке, по окончании хода механизм вызывает отключение автомата, тем самым выполняя функции тепловой защиты от перегрузок, не нуждаясь при этом в коррекции по температуре окружающего воздуха.
Этот тип реле времени обеспечивает выдержку времени от 0,1 до 20 с с точностью срабатывания 10 % от установки.

### Моторные реле времени
Моторные реле времени предназначены для отсчета времени от 10 с до нескольких часов. Оно состоит из синхронного двигателя, редуктора, электромагнита для сцепления и расцепления  контактов двигателя с редуктором.

### Электронные реле времени
В электронных реле для получения временной задержки используются различные аналоговые и цифровые схемотехнические решения. Как правило это интегральные (аналоговые) цепи или цифровые логические устройства с цифровыми счётчиками (таймеры). Используются также реле времени на основе элементов микропроцессорной техники, реализованные программно.